# Dennis Hope

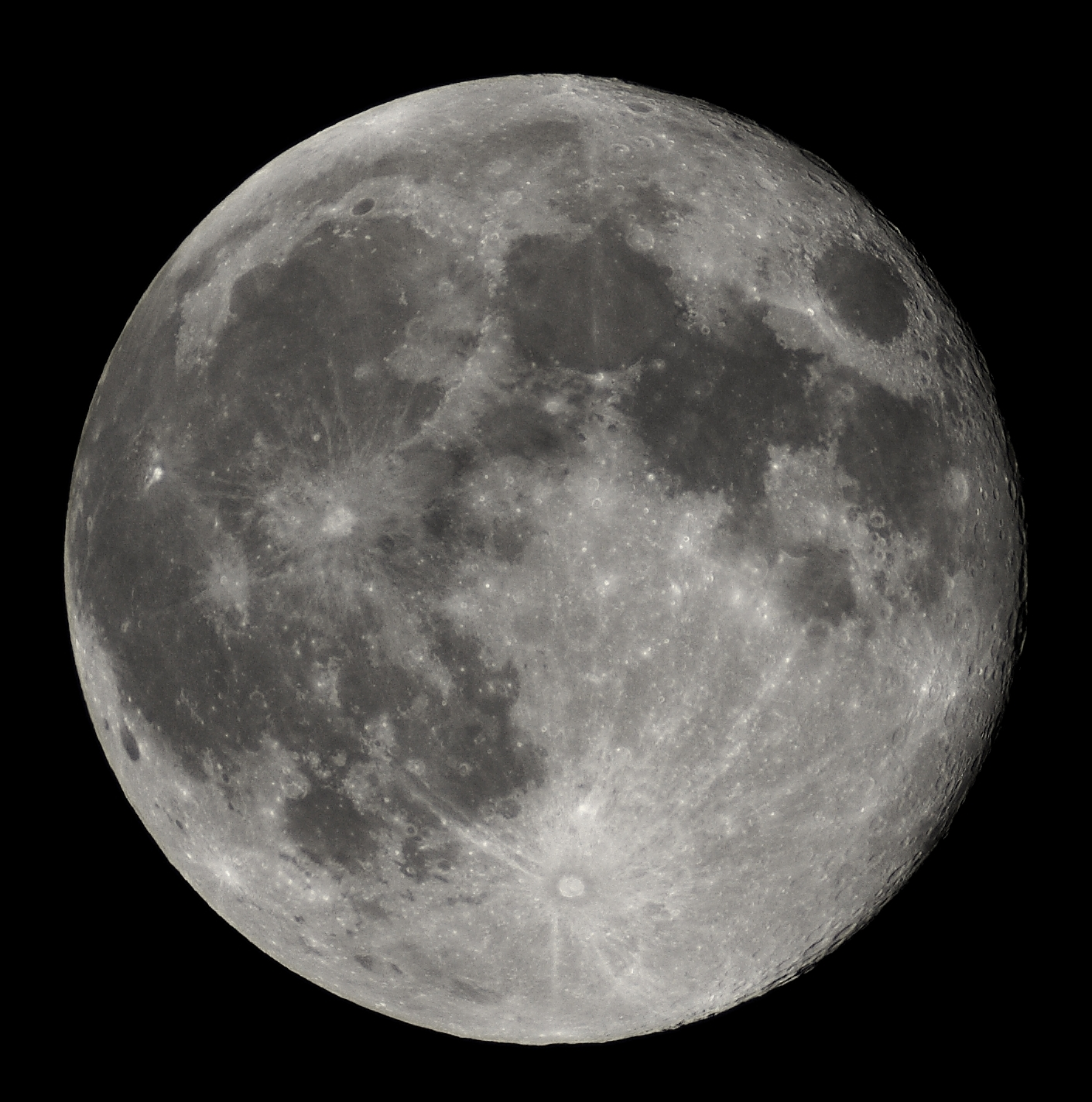
La Luna que vende Dennis Hope.

Dennis Hope es un empresario estadounidense que está involucrado en la controvertida venta de terrenos extraterrestres. En 1980, comenzó su propio negocio, alegando haber encontrado una laguna en el derecho internacional que le permite reclamar la plena soberanía de la Luna. Fue el primero en vender "parcelas lunares" después de enviar las declaraciones a los EE. UU. y la entonces Unión Soviética, varios gobiernos más y Naciones Unidas. Hope ha obtenido hasta el momento unas ganancias aproximadas de 9 millones de dólares con sus ventas.

## Controversia
Según dice el mismo Hope, el Tratado de las Naciones Unidas sobre el Espacio Exterior, firmado en 1967, justo dos años antes de que el hombre llegara a la Luna, establece que los Gobiernos de la Tierra no pueden reclamar propiedad alguna sobre la totalidad o partes de la Luna, argumentando que no se contempla que una empresa o una persona sí pueda ejercer dicha reclamación. 

## Precio de la Luna
El supuesto precio de Hope por la Luna es de 37 dólares por cada 0,4 hectáreas (35 150 000 000 de dólares en total).
Actualmente, Dennis es buscado por las autoridades de los EUA, Francia y Reino Unido por demandas en su contra de sus antiguos clientes que lo demandaron desde 1998